# 科菲克里克 (加利福尼亞州)
科菲克里克（英語：Coffee Creek）是位於美國加利福尼亞州三一縣的一個人口普查指定地區。

## 地理
科菲克里克的座標為41°05′01″N 122°42′48″W / 41.08361°N 122.71333°W，而該地最高點為海拔高度935米（即3068英尺）。

## 人口
根據2010年美國人口普查的數據，科菲克里克的面積為29.885平方千米，當中陸地面積為29.836平方千米，而水域面積為0.049平方千米。當地共有人口217人，而人口密度為每平方千米7人。